# Richebourg (Alt Marne)
Richebourg és un municipi francès situat al departament de l'Alt Marne i a la regió del Gran Est. L'any 2007 tenia 276 habitants.

## Demografia

### Població
El 2007 la població de fet de Richebourg era de 276 persones. Hi havia 108 famílies de les quals 28 eren unipersonals (8 homes vivint sols i 20 dones vivint soles), 20 parelles sense fills, 44 parelles amb fills i 16 famílies monoparentals amb fills.
La població ha evolucionat segons el següent gràfic:
Habitants censats

### Habitatges
El 2007 hi havia 136 habitatges, 113 eren l'habitatge principal de la família, 8 eren segones residències i 15 estaven desocupats. Tots els 136 habitatges eren cases. Dels 113 habitatges principals, 84 estaven ocupats pels seus propietaris, 20 estaven llogats i ocupats pels llogaters i 9 estaven cedits a títol gratuït; 3 tenien dues cambres, 7 en tenien tres, 28 en tenien quatre i 75 en tenien cinc o més. 92 habitatges disposaven pel capbaix d'una plaça de pàrquing. A 57 habitatges hi havia un automòbil i a 48 n'hi havia dos o més.

### Piràmide de població
La piràmide de població per edats i sexe el 2009 era:
| Homes | Edats   | Dones |
| ----- | ------- | ----- |
| 0     | 95 o +  | 4     |
| 0     | 90 a 94 | 0     |
| 0     | 85 a 89 | 0     |
| 0     | 80 a 84 | 4     |
| 8     | 75 a 79 | 4     |
| 12    | 70 a 74 | 8     |
| 8     | 65 a 69 | 8     |
| 0     | 60 a 64 | 16    |
| 0     | 55 a 59 | 0     |
| 8     | 50 a 54 | 12    |
| 4     | 45 a 49 | 8     |
| 16    | 40 a 44 | 8     |
| 16    | 35 a 39 | 16    |
| 16    | 30 a 34 | 4     |
| 4     | 25 a 29 | 12    |
| 0     | 20 a 24 | 0     |
| 16    | 15 a 19 | 4     |
| 16    | 10 a 14 | 12    |
| 8     | 5 a 9   | 4     |
| 24    | 0 a 4   | 8     |

## Economia
El 2007 la població en edat de treballar era de 170 persones, 134 eren actives i 36 eren inactives. De les 134 persones actives 126 estaven ocupades (67 homes i 59 dones) i 8 estaven aturades (5 homes i 3 dones). De les 36 persones inactives 16 estaven jubilades, 11 estaven estudiant i 9 estaven classificades com a «altres inactius».

### Ingressos
El 2009 a Richebourg hi havia 106 unitats fiscals que integraven 263 persones, la mediana anual d'ingressos fiscals per persona era de 17.443 €.

### Activitats econòmiques
Dels 7 establiments que hi havia el 2007, 1 era d'una empresa alimentària, 1 d'una empresa de fabricació d'altres productes industrials, 1 d'una empresa de construcció, 3 d'empreses de comerç i reparació d'automòbils i 1 d'una empresa d'hostatgeria i restauració.
Dels 2 establiments de servei als particulars que hi havia el 2009, 1 era un electricista i 1 restaurant.
L'únic establiment comercial que hi havia el 2009 era una fleca.
L'any 2000 a Richebourg hi havia 9 explotacions agrícoles que ocupaven un total de 1.251 hectàrees.

## Poblacions més properes
El següent diagrama mostra les poblacions més properes.